# Seznam dílů seriálu Transplantační jednotka
Toto je seznam dílů seriálu Transplantační jednotka.

## Přehled řad
| Řada | Díly | Premiéra v USA | Premiéra v USA   | Premiéra v ČR | Premiéra v ČR |
| Řada | Díly | První díl      | Poslední díl     | První díl     | Poslední díl  |
| ---- | ---- | -------------- | ---------------- | ------------- | ------------- |
| 1    | 13   | 4. října 2009  | 3. července 2010 | vysíláno      | vysíláno      |

## Seznam dílů
| Č. v seriálu | Původní název             | Český název                | Režie             | Scénář                     | Premiéra v USA     | Premiéra v ČR |
| ------------ | ------------------------- | -------------------------- | ----------------- | -------------------------- | ------------------ | ------------- |
| 1            | Place of Life             | Místo pro život            | Christine Moore   | Greg Walker                | 4. října 2009      | vysíláno      |
| 2            | Ryan's First Day          | Ryanův první den           | Rob Bailey        | Carol Barbee               | 11. října 2009     | vysíláno      |
| 3            | Good Intentions           | Dobré úmysly               | Rob Bailey        | Sunil Nayar                | 18. října 2009     | vysíláno      |
| 4            | Code Green                | Klid po bouři              | Christine Moore   | David Amann                | 25. října 2009     | vysíláno      |
| 5            | Alone Together            | Spolu a sami               | Duane Clark       | Frank Military             | 1. listopadu 2009  | vysíláno      |
| 6            | Where We Lie              | Samé lži                   | Matt Earl Beesley | Ildy Modrovich             | 8. listopadu 2009  | vysíláno      |
| 7            | The Luckiest Man          | Nejšťastnější muž na světě | Rob Bailey        | Lance Gentile              | 15. listopadu 2009 | vysíláno      |
| 8            | The Kindness of Strangers | Laskavost cizích lidí      | Peter Markle      | Jim Adler                  | 22. listopadu 2009 | vysíláno      |
| 9            | Win-loss                  | Něco získáš, něco ztratíš  | Dan Attias        | Carol Barbee               | 5. června 2010     | vysíláno      |
| 10           | A Roll of the Dice        | Zvrat osudu                | Chris Fisher      | Greg Walker a Carol Barbee | 12. června 2010    | vysíláno      |
| 11           | Every Breath You Take     | Ohlídám každý tvůj nádech  | Rick Bota         | Frank Military             | 19. června 2010    | vysíláno      |
| 12           | Case Histories            | Anamnéza                   | Paul Holahan      | Sunil Nayar                | 26. června 2010    | vysíláno      |
| 13           | Status 1A                 | Nejvyšší status            | Jeff T. Thomas    | David Amann a Carol Barbee | 3. července 2010   | vysíláno      |